# Mahina (božica)
U havajskoj mitologiji, Mahina je jedna od božica Mjeseca. Njezin je sin bio junak Hemā.
Samo njezino ime znači "Mjesec" na havajskom.
Moguće je da je njezino ime zapravo drugi naziv za Hinu ili Lonu.

## Poveznice
- Aikanaka